# Pheidole mendanai
Pheidole mendanai är en myrart som beskrevs av Mann 1919. Pheidole mendanai ingår i släktet Pheidole och familjen myror. Inga underarter finns listade i Catalogue of Life.